# قوانين مكافحة التمييز في البرازيل
قوانين مكافحة التمييز في البرازيل موجودة في دستور البرازيل، في قانون العمل، في قانون الأطفال والمراهقين، في قانون المسنين، وفي قانون العقوبات.
يحظر دستور البرازيل جميع أشكال التمييز (العمر، الجنس، اللون، الأصل القومي، الإعاقة، الدين، الجنس، الحالة الاجتماعية، الانتماء السياسي، الحمل، والجنسية) من قبل الحكومة البرازيلية الفدرالية وحكومات وسكان البلاد.

## الدستور

### الديباجة الدستورية
الديباجة : «نحن، ممثلو الشعب البرازيلي، نجتمع في الجمعية الوطنية التأسيسية لإقامة دولة ديمقراطية لغرض ضمان ممارسة الحقوق الاجتماعية والفردية، والحرية، والأمن، والرفاه، والتنمية، والمساواة، والعدالة بوصفها القيم الأسمى من الأخوية، التعددية ومجتمع غير متحيز، على أساس الانسجام الاجتماعي والالتزام، في المجالات الداخلية والدولية، إلى حل سلمي للنزاعات، النشر، تحت حماية الرب، وهذا دستور جمهورية البرازيل الفيدرالية».

### مبادئ الدولة الدستورية
المادة 1 : جمهورية البرازيل الاتحادية، التي شكلها اتحاد الولايات والبلديات غير القابل للحل، فضلاً عن المقاطعة الاتحادية، هي دولة ديمقراطية قانونية وتقوم على: I - السيادة؛ II. المواطنة. III. على كرامة الفرد. IV. القيم الاجتماعية للعمل والمشاريع الحرة؛ V. التعددية السياسية.

### أهداف الدولة الدستورية
المادة 3 : الأهداف الأساسية لجمهورية البرازيل الاتحادية هي: I. بناء مجتمع حر وعادل ومتضامن؛ II. لضمان التنمية الوطنية؛ III. القضاء على الفقر والظروف المعيشية الحدية والحد من أوجه عدم المساواة الاجتماعية والإقليمية؛ IV. لتعزيز الرفاه للجميع، دون المساس على أساس الأصل أو العرق، الجنس، اللون، العمر، وأية أشكال أخرى التمييز.

### الحقوق والضمانات الدستورية
المادة 5 : جميع الأشخاص متساوون أمام القانون، دون أي تمييز على الإطلاق، ويتم ضمان للبرازيليين والأجانب المقيمين في البرازيل حرمة الحق في الحياة والحرية والمساواة والأمن والملكية.

## قانون العمل

### الممارسات التمييزية
المادة 1 : يحظر اعتماد ممارسات تمييزية ولغرض الحد من الوصول إلى علاقة العمل أو صيانتها بسبب الجنس أو الأصل أو العرق أو اللون أو الحالة الزوجية أو الوضع العائلي أو السن، إلا في هذه الحالة فرص حماية الطفل المنصوص عليها في الفقرة XXXIII المادة. 7 من الدستور الاتحادي.

#### العقوبة
المادة 2 : الممارسات التمييزية التالية تشكل جريمة:
I - شرط الاختبار أو الفحص أو التحقيق أو التقرير أو الشهادة أو البيان أو أي إجراء آخر يتعلق بالتعقيم أو حالة الحمل؛ ثانياً - اعتماد أي تدبير، مبادرة صاحب العمل الذي قام بتكوينها؛
أ) تحريض أو طلب التعقيم الوراثي؛ ب) تشجيع تحديد النسل، وبالتالي عدم النظر في تقديم المشورة أو الخدمات وتنظيم الأسرة، التي تجريها مؤسسات عامة أو خاصة، وفقًا لقواعد النظام الصحي الموحد.
العقوبة: السجن من سنة إلى سنتين وغرامة.
فقرة واحدة. هي الموضوعات النشطة للجرائم المشار إليها في هذه المقالة:
I - صاحب العمل الفردي؛ ثانياً - الممثل القانوني لصاحب العمل، على النحو المحدد في قوانين العمل؛ ثالثا - المسؤول، مباشرة أو عن طريق تفويض السلطات العامة والحكومية المباشرة وغير المباشرة والمؤسسية لأي من صلاحيات الاتحاد والولايات والمقاطعة الاتحادية والبلديات.

#### غرامة
المادة 3 : على الرغم من أحكام المادة السابقة، فإن الانتهاكات السابقة لهذا القانون تستوجب ما يلي:
1- غرامة إدارية تبلغ عشرة أضعاف قيمة الراتب الأعلى الذي يدفعه صاحب العمل، بنسبة خمسين في المائة في حالة العود؛ ثانيا - حظر القروض أو الحصول على تمويل من المؤسسات المالية الحكومية.

#### إعادة القبول
المادة 4 : قطع العلاقة المهنية عن طريق العمل التمييزي، بموجب أحكام هذا القانون، يمنح الموظف الاختيار بين:
I - إعادة القبول لتوفير كامل التعويض عن أي فترة من الغياب، على دفع من المكافآت، ماليا تصحيح، بالإضافة إلى الفائدة القانونية؛ ثانياً - التصور، والمضاعفة، ومكافأة فترة الفصل، والمعدلة للتضخم بالإضافة إلى الفائدة القانونية.

## قانون الطفل والمراهق

### أحكام أولية
المادة 5 : لا يجوز إخضاع أي طفل أو مراهق لأي شكل من أشكال الإهمال والتمييز والاستغلال والعنف والقسوة والقمع، ويعاقب كأي انتهاك للقانون أو الفعل أو الإغفال بحقوقه الأساسية.

### الحقوق
المادة 15 : للأطفال والمراهقين الحق في الحرية والاحترام والكرامة بوصفهم بشرًا في عملية التنمية وكمدافعين عن الحقوق المدنية والإنسانية والاجتماعية التي يكفلها الدستور والقوانين.
المادة 17 : الحق في احترام يتكون في حرمة التنمية البدنية والعقلية والأخلاقية للأطفال والمراهقين، بما في ذلك الحفاظ على صورة، الهوية والاستقلالية، القيم والأفكار والمعتقدات، والمساحات الشخصية.
المادة 18 : من واجب ضمان كرامة جميع الأطفال والمراهقين، ووضعهم في مأمن من أي إنسانية أو عنيفة أو مرعبة أو مضايقة أو محرجة.

### الوقاية
المادة 70 : من واجب الجميع منع حدوث أو التهديد بانتهاك حقوق الأطفال والمراهقين.
المادة 71 : للأطفال والمراهقين الحق في المعلومات والثقافة والترفيه والرياضة والترفيه والعروض والمنتجات والخدمات التي تفي بالشروط المحددة للشخص النامي.
المادة 72 : لا تستثني الالتزامات المنصوص عليها في هذا القانون المنع الخاص الآخر بموجب المبادئ التي أقرها.
المادة 73 : عدم الوفاء بمعايير منع استيراد مسؤولية الشخص أو الكيان بموجب هذا القانون.

## قانون المسنين

### أحكام أولية
المادة 4 : لا يجوز إخضاع أي شخص لأي إهمال أو تمييز أو عنف أو قسوة أو اضطهاد، وأي مخالفة لحقوقهم بالتصرف أو الإغفال، يعاقب كما ينص القانون.
§ الفقرة 1: من واجب الجميع منع تهديد أو انتهاك حقوق المسنين.
§ الفقرة 2: لا تستثني الالتزامات المنصوص عليها في هذا القانون الآخرين المستمدة من منع المبادئ التي اعتمدها.
المادة 5 : عدم الوفاء بمعايير منع المسألة في مسؤولية الشخص أو الكيان بموجب القانون.
المادة 6 : على كل مواطن واجب إخطار السلطة المختصة بأي شكل من أشكال انتهاك هذا القانون الذي شهد أو لديه معرفة به.

### الحقوق
المادة 10 : على الدولة والمجتمع، ضمان الحرية والاحترام والكرامة للمسنين كبشر وتخضع للحقوق المدنية والسياسية، الفردية والاجتماعية، المكفولة في الدستور والقوانين.
§ 2: الحق في الاحترام يتألف من حرمة ماديًا وعقليًا وأخلاقيًا، بما في ذلك الحفاظ على الصورة والهوية والاستقلال والقيم والأفكار والمعتقدات والفضاء والأشياء الشخصية.
§ 3: من واجب الجميع حماية كرامة المسنين، ووضعهم في مأمن من أي معاملة غير إنسانية أو عنيفة أو مرعبة أو مضايقة أو محرجة.

### الاحتراف والعمل
المادة 26 : يحق للمسنين ممارسة النشاط المهني، واحترام نشاطهم البدني والفكري والنفسي.
المادة 27 : عند قبول المسنين في أي عمل، يُحظر التمييز وتحديد السن الأعلى، بما في ذلك الفحص العام، إلا في الحالات التي تتطلب طبيعة الوظيفة.
فقرة واحدة. أول قواطع التعادل في الامتحان العام هو العمر، مع إعطاء الأفضلية للعمر الأعلى.
المادة 28 : ستنشئ الحكومة البرامج وتعززها:
I - الخبرة المهنية لكبار السن، والاستفادة من إمكانات وقدرات للأنشطة العادية وتدفع لهم. II - إعداد الموظفين للتقاعد، لمدة لا تقل عن سنة واحدة، عن طريق تحفيز المشاريع الاجتماعية الجديدة، وفقًا لمصالحهم، وتوضيح الحقوق الاجتماعية والمواطنة؛ III - تشجيع الشركات الخاصة على قبول كبار السن للعمل.

### الجرائم بشكل عام
المادة 96 : التمييز ضد كبار السن عن طريق منع أو عرقلة وصولهم إلى التسهيلات المصرفية ووسائل النقل والحق في الاستئجار أو بأي وسيلة أو أخرى ضرورية لممارسة المواطنة بسبب السن.
العقوبة: السجن من 6 أشهر إلى سنة وغرامة.
§ 1: نفس العقوبة لمن يحتقر، يقوم بإذلال، التقليل أو التمييز ضد كبار السن، لأي سبب من الأسباب.
§ 2: سيتم زيادة العقوبة ب1/3 إذا كانت الضحية تحت رعاية أو مسؤولية الوكيل.
المادة 97 : عدم مساعدة المسنين، إذا أمكن ذلك، دون مخاطرة شخصية، في حالات الخطر الوشيك، أو رفض أو تأخير أو إعاقة الرعاية الصحية الخاصة بهم، دون سبب، أو عدم طلب هذه الحالات، بمساعدة السلطة العامة.
العقوبة: الحبس من 6 أشهر إلى سنة وغرامة.
فقرة واحدة. يتم زيادة العقوبة بمقدار النصف إذا كان هذا الإغفال ينتج عنه إصابة جسدية خطيرة، وثلاثة أضعاف إذا حدثت الوفاة.
المادة 98 : ترك المسنين في المستشفيات أو دور رعاية المسنين أو كيانات الإقامة الطويلة أو ما شابه ذلك، أو عدم تلبية احتياجاتهم الأساسية، عندما يقتضي القانون أو المحكمة ذلك.
العقوبة: الحبس من 6 أشهر إلى 3 سنوات وغرامة.
المادة 99 : كشف للخطر على الصحة والرفاهية، جسدية أو عقلية، والمسنين، وتعريضهم لظروف لا إنسانية أو مهينة أو حرمانهم من الغذاء والرعاية اللازمة عند الحاجة إلى ذلك، أو تعريضهم للإرهاق أو راحة غير كافية.
العقوبة: السجن من شهرين إلى سنة واحدة وغرامة.
§ 1: إذا كانت الحقيقة تؤدي إلى إصابة جسدية خطيرة .
العقوبة: السجن من سنة إلى أربع سنوات.
§ 2: إذا كانت النتيجة الموت.
العقوبة: السجن من 4 إلى 12 سنة.
المادة 100 : تشكل جريمة يعاقب عليها بالسجن من 6 أشهر إلى سنة واحدة وغرامة:
I - عرقلة وصول شخص ما إلى أي منصب عام بسبب العمر؛ II - حرمان شخص ما بسبب العمر أو الوظيفة أو العمل؛ III - حرمان أو تأخير أو عرقلة العلاج أو عدم توفير الرعاية الصحية، دون سبب، لكبار السن ؛ IV - عدم الامتثال أو التأخير أو الإحباط دون سبب وجيه، لتنفيذ أمر قضائي صادر في دعوى مدنية يشير إليها هذا القانون؛ V - إنكار أو تأخير أو حذف البيانات الفنية الأساسية لبدء الدعوى المدنية موضوع هذا القانون، عندما يطلب المدعي العام ذلك .
المادة 101 : عدم الامتثال أو التأخير أو الإحباط دون سبب وجيه، لتنفيذ أمر من المحكمة صادر في الإجراءات الذين هم طرف أو تدخل فيها المسنون.
العقوبة : السجن من 6 أشهر إلى سنة واحدة وغرامة.
المادة 102 : الاستيلاء أو تحويل الأصول، أرباح، مال التقاعد أو غيرها من الدخل لكبار السن، ومنحهم مختلف من تطبيق الغرض منه.
العقوبة: السجن من سنة إلى أربع سنوات وغرامة.
المادة 103 : حرمان المضيف أو المسنين من الدفء، برفض منح هذه الصلاحية لخدمة الوكيل.
العقوبة: الحبس من 6 أشهر إلى سنة وغرامة.
المادة 104 : تمسك الحساب المصرفي للبطاقات الممغنطة بالمزايا، أو دخل المعاش التقاعدي للمسنين وكذلك المستندات الأخرى لغرض ضمان استلام أو استرداد الديون.
العقوبة: الحبس من 6 إلى 2 سنوات وغرامة.
المادة 105 : عرض أو تركيب بأية وسيلة من الاتصالات، المعلومات أو الصور المهينة أو التي تسب شخصا مسنا.
العقوبة: الحبس من سنة إلى ثلاث سنوات وغرامة.
المادة 106 : حث المسنين دون فهم أفعالهم على منح توكيل لإدارة الأصول أو التصرف فيها.
العقوبة: من 2 إلى 4 سنوات.
المادة 107 : الإكراه، على أي حال، على كبار المسؤولين للتبرع أو وضع أو اختبار أو منح توكيلات.
العقوبة: السجن من 2 إلى 5 سنوات.
المادة 108 : طلب توقيع أوراق المسنين الذين لا يميزون أفعالهم دون تمثيل قانوني مناسب.
العقوبة: السجن من سنتين إلى أربع سنوات.

## قانون العقوبات

### التجريح
المادة 140 : احتقار شخص ما، والإساءة إلى الكرامة أو الديكور :
العقوبة: الحبس من شهر إلى ستة أشهر أو دفع غرامة.
§ 1: لا يمكن للقاضي تطبيق العقوبة:
I - عندما تكون الضحية، التي تستحق الشجب، تسببت مباشرة في التجريح؛ II - للتجريح الفوري، والذي يتكون من تجريح أخرى.
§ 2: إذا كانت الإصابة هي عنف أو ضربات، والتي بطبيعتها أو الوسائل المستخدمة، تعتبر مهينة:
العقوبة: الاحتجاز من 3 أشهر إلى سنة واحدة وغرامة بالإضافة إلى العقوبة المقابلة للعنف.
§ 3: إذا كان التجريح هو استخدام الأدلة المتعلقة بالعرق أو اللون أو العرق أو الدين أو الأصل أو حالة المسنين أو المعوقين.
العقوبة: السجن من سنة إلى ثلاث سنوات وغرامة.

## الأشخاص المثليون
ولايات البرازيل ممنوعة من إنشاء القوانين التمييزية، وفقا للدستور الوطني. وقد ساهم ذلك في سن الاتحادات المدنية، وزواج المثليين، وتبني المثليين للأطفال، وقوانين تغيير الجنس وقوانين مكافحة التمييز بين الولايات والمدن، من بين أمور أخرى.

الصور التقليدية للرجولة في أمريكا اللاتينية ورهاب المثلية تتغير الآن أن الحقوق الفردية، بما في ذلك حق الفرد وفقا لتوجهه الجنسي، تتمتع بحماية القانون. اعتمدت البرازيل دستورًا ليبراليًا في عام 1988، وتواصل توفير المزيد من الحماية لجميع مواطنيها. بعد فترة وجيزة من انتخاب لويس إيناسيو لولا دا سيلفا رئيسًا للبرازيل اتخذت العديد من الولايات تدابير جدية تضمن عدم التمييز ضد أي شخص بسبب توجهه الجنسي. في عام 2003، كان التمييز على أساس التوجه الجنسي محظورًا في 73 قانونًا بلديا. تم سن الأحكام لاحقًا في قوانين ولوائح ولايات أكري (2017)، ألاغواس (2001/13)، أمابا (2009)، الأمازون (2006)، باهيا (2007/14)، في المقاطعة الفدرالية البرازيلية (1997/2017)، سيارا (2009/14)، إسبريتو سانتو (2012/16)، غوياس (2008)، ماتو غروسو (1989/17)، ماتو غروسو دو سول (2005)، مارانهاو (2006)، ميناس غيرايس (2002)، بارا (2007)، بارايبا (2003/17)، بارانا (2013)، بيرنامبوكو (2012/13)، بياوي (2004/17)، ولاية ريو دي جانيرو (2000/10)، ريو غراندي دو نورتي (2007)، ريو غراندي دو سول (2002/16)، روندونيا (2018)، رورايما (2013)، سانتا كاتارينا (2002)، ولاية ساو باولو (2001)، سيرغيبي (1989)، وتوكانتينس (2013). هذه السياسات تختلف من ولاية إلى أخرى. تدرج بعض الولايات (ألاغواس، باهيا، المنطقة الفدرالية البرازيلية، سيارا، إسبريتو سانتو، ماتو غروسو، بارا، سانتا كاتارينا، وسيرغيبي) التوجه الجنسي بين أسس عدم التمييز في دساتير ولاياتهم. كما أنشأت عدة ولايات فرق عمل ولجان عامة للتحقيق في تقارير التمييز. المحظورات القانونية للتمييز ضد المتحولين جنسيا تختلف من ولاية إلى أخرى. قامت العديد من الدول بسن الحماية للهوية الجندرية في نفس الوقت مع التوجه الجنسي، بينما فعلت ولايات أخرى ذلك بعد بضع سنوات. في عام 2019، لا تزال كل من ولايات أمابا وميناس غيريايس وبارا وسانتا كاتارينا وسيرغيبي دون أي قوانين تشمل التمييز ضد المتحولين جنسياً. 
| « | "... يجب أن يشتمل القانون على عقوبات ذات طابع إداري واقتصادي ومالي للكيانات التي تميز على أساس الأصل القومي أو العرق أو اللون أو الجنس أو السن أو الحالة الزواجية أو المعتقد الديني أو التوجه الجنسي أو المعتقدات السياسية أو الفلسفية أو أي شيء آخر الوضع، بغض النظر عن التدابير القضائية المنصوص عليها في القانون." | » |

| « | "تضمن الولاية والبلديات، داخل أراضيها وفي حدود اختصاصها، ضمان الحقوق والمبادئ الاجتماعية المنصوص عليها في الدستور الاتحادي وفي المعاهدات الدولية السارية في [البرازيل]، بما في ذلك تلك المتعلقة بالمدن والعمال الريفيين والموظفين العموميين، وكذلك حظر التمييز القائم على المعتقد الديني أو التوجه الجنسي." | » |

| « | "لا يجوز التمييز ضد أي شخص أو إلحاق الأذى به بسبب الولادة أو العمر أو العرق أو اللون أو الجنس أو الخصائص الجينية أو الحالة الزوجية أو العمل في الريف أو الحضر أو الدين أو المعتقدات السياسية أو الفلسفية أو التوجه الجنسي أو البدني أو المناعي أو الحسي أو الإعاقة العقلية، وفقا للدستور الاتحادي." | » |

في 30 نوفمبر 2000، أصدر مجلس مدينة نيتيروي، في ولاية ريو دي جانيرو، مرسومًا يحظر التمييز على أساس التوجه الجنسي في الأماكن والمؤسسات العامة وكذلك في الأعمال التجارية. لدى العديد من المدن والولايات البرازيلية تشريعات مناهضة للتمييز تتضمن صراحة التوجه الجنسي. بعضها ينص على عقوبات محددة لأولئك الذين يمارسون التمييز.
في عام 2007، أصدرت وزارة العمل والتشغيل الأمر التنفيذي (بورتاريا) رقم 41/2007، الذي يحظر على أرباب العمل طلب الوثائق أو المعلومات المتعلقة بحياة الموظف الجنسية.
وجدت دراسة استقصائية لعام 2008 أن 70% من البرازيليين يؤيدون حظر التمييز ضد مجتمع المثليين. حسب التقسيم على أساس الديانة، أيد 54% من الإنجيليين، بدعم حظر التمييز، في حين أعرب 70% من الكاثوليك و 79% من الملحدين عن تأييدهم لذلك. وكان أولئك الذين تتراوح أعمارهم بين 16 و 30 عامًا أكثر ميلًا لدعم التشريعات التي تحظر التمييز ضد مجتمع المثليين.
في عام 2019، لا يزال القانون الفيدرالي لمكافحة التمييز في انتظار الموافقة عليه مجلس الشيوخ الاتحادي للبرازيل. لا يحتوي الدستور الفيدرالي على أي قوانين محددة بشأن التمييز على أساس التوجه الجنسي، ولكن لديه مادة عامة مناهضة للتمييز يمكن اعتبارها تشمل مثل هذه الحالات. يتم استخدام هذه الحقيقة باستمرار من قبل معارضة قانون مكافحة التمييز لإظهار أنه ليست هناك حاجة لقوانين محددة. غير أن المدافعين عن القانون الجديد يجادلون بأنه بدون تعيين واضح، سيظل هذا إلى حد ما جريمة أقل خطورة. يجادل بعض أعضاء مجلس الشيوخ الكاثوليك والبروتستانت المحافظين بأن القانون سيكون بمثابة عدوان على الحرية الدينية التي يمنحها الدستور. قالت السناتورة فاطمة كليدي (عن حزب العمال البرازيلي - عن ولاية روندينا) إنه يجب الموافقة على القانون لأن «البلاد لديها العلامة المأساوية المتمثلة في قتل المثليين جنسياً كل يومين». انتقد القس الإنجيلي والسيناتور مارسيلو كريفيلا (عن حزب الجمهوريين البرازليين - ولاية ريو دي جانيرو) النص، قائلا ان مجتمع المثليين الحصول على الحماية التي «ينبغي أن تعطي للنساء وكبار السن والأطفال.» في مارس 2018، أقرت لجنة الدستور والعدالة بمجلس الشيوخ قانون مكافحة التمييز الفيدرالي. سوف يحتاج مشروع القانون إلى موافقة مجلس الشيوخ ومجلس النواب الكامل قبل أن يصبح قانونًا.
في فبراير 2019، بدأت المحكمة الفيدرالية العليا البرازيلية إجراءات لتجريم رهاب المثلية الجنسية ورهاب التحول الجنسي. أصدرت المحكمة حكمها في 23 مايو، بتجريم رهاب المثلية الجنسية ورهاب التحول الجنسي بموجب «قانون مكافحة العنصرية» في البلاد (بالبرتغالية: Lei do Crime Racial - Lei n.º 7.716/1989‏). صوت 6 من قضاة المحكمة العليا البالغ عددهم 11 لصالح هذا الإجراء، بينما مُنح القضاة الخمسة الآخرون مزيدًا من الوقت لاتخاذ قرارهم. في نهاية المطاف، في 13 يونيو، أصدرت المحكمة العليا حكمها النهائي، في حكم 8 قضاة لصالح ذلك مقابل 3 قضاة ضد (8-3).
وصف القاضي «لويس فو» جرائم المعادية للمثليين بأنها «مثيرة للقلق» و «وباء».